# أبنسبورج-تراون

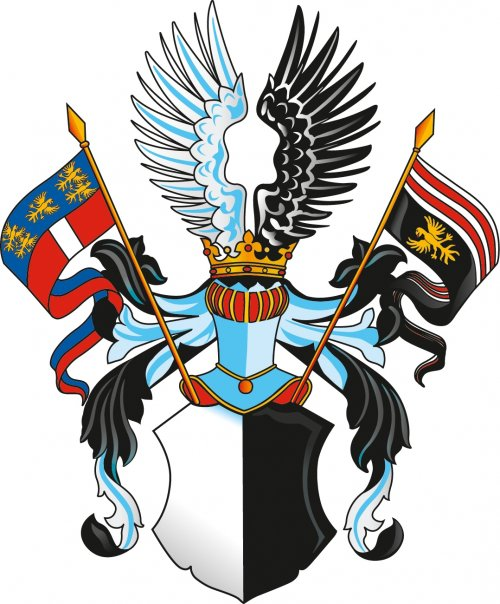
شعار نبالة العائلة

أسرة أبينسبورغ و تراون (عادةً ما يُكتب الآن Abensperg-Traun ) هو اسم عائلة نبيلة نمساوية قديمة، أصلها من منطقة تراونغاو العليا النمساوية . تعتبر واحدة من أقدم العائلات النبيلة الموجودة في أوروبا الوسطى.

## تاريخ الأسرة
يعتبر أول فرد معروف من عائلة أبينسيورغ و تراون هو بيرنه من تراون و ذلك عام 1114. لا تزال قلعة تراون الى اليوم اليوم مملوكة للعائلة. و تعد عائلة تراون واحدة من 12 عائلة تسمى "بيوت الرسل"، أي العائلات التي لعبت بالفعل دورًا تاريخيًا خلال فترة حكم عاىلة بابنبرج للنمسا (976 إلى 1246).
تم ترقية العائلة الى درجة الكونت الإمبراطوري في عام 1653، حيث حصلوا على اسم كونتات أبنسبيرج وتراون ، و ذلك خلفا لعائلة بافارية ، كونتات أبنسبيرج، الذين حافظوا على شعار نفس الأسرة البافارية ، حكموا مقاطعة أبنسبيرج (بافاريا) من القرن الثاني عشر. حتى انتهى حكمهم مع نيكلاس، جراف أبينسبيرج عام 1485. تم منح الكونت إرنست من أبينسبيرج و تراون (1608–1668) فقط إقطاعية أبنسبرج بعد وقت قصير جدًا عندما احتل إمبراطور هابسبورغ ليوبولد الأول بافاريا خلال حرب الخلافة الإسبانية .
منذ عام 1656، شغلت عائلة أبينسبيرج وترون مقعدًا في "مقعد كونتات سوابيا" في البرلمان الإمبراطوري وفي عام 1662 اشترت سيادة إيجلوفس ، وهي سيادة ذات طابع إمبراطورية فورية . تم بيعها لعائلةفينديش-غرايتز في عام 1804.  
وحتى يومنا هذا، تمتلك عائلة ابنسبورغ و تراون عقارات كثيرة في النمسا، بالإضافة إلى عدد من القلاع والحصون.

## أفراد العائلة البارزين
- أوتو فرديناند من أبينسبرغ و تراون (1677-1748)، أرستقراطي نمساوي.

## المساكن

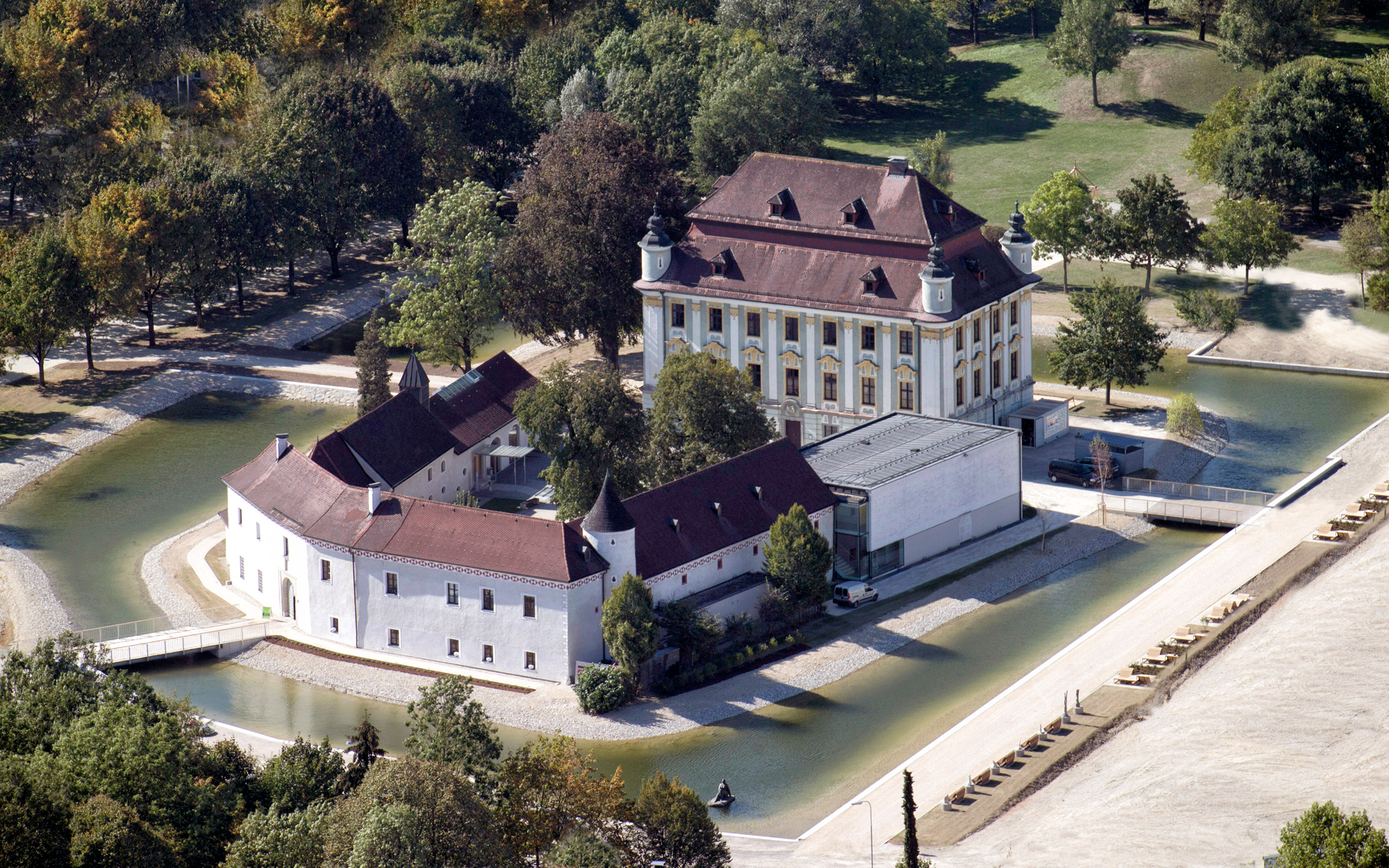
قلعةترون(مملوكة منذ 1120)
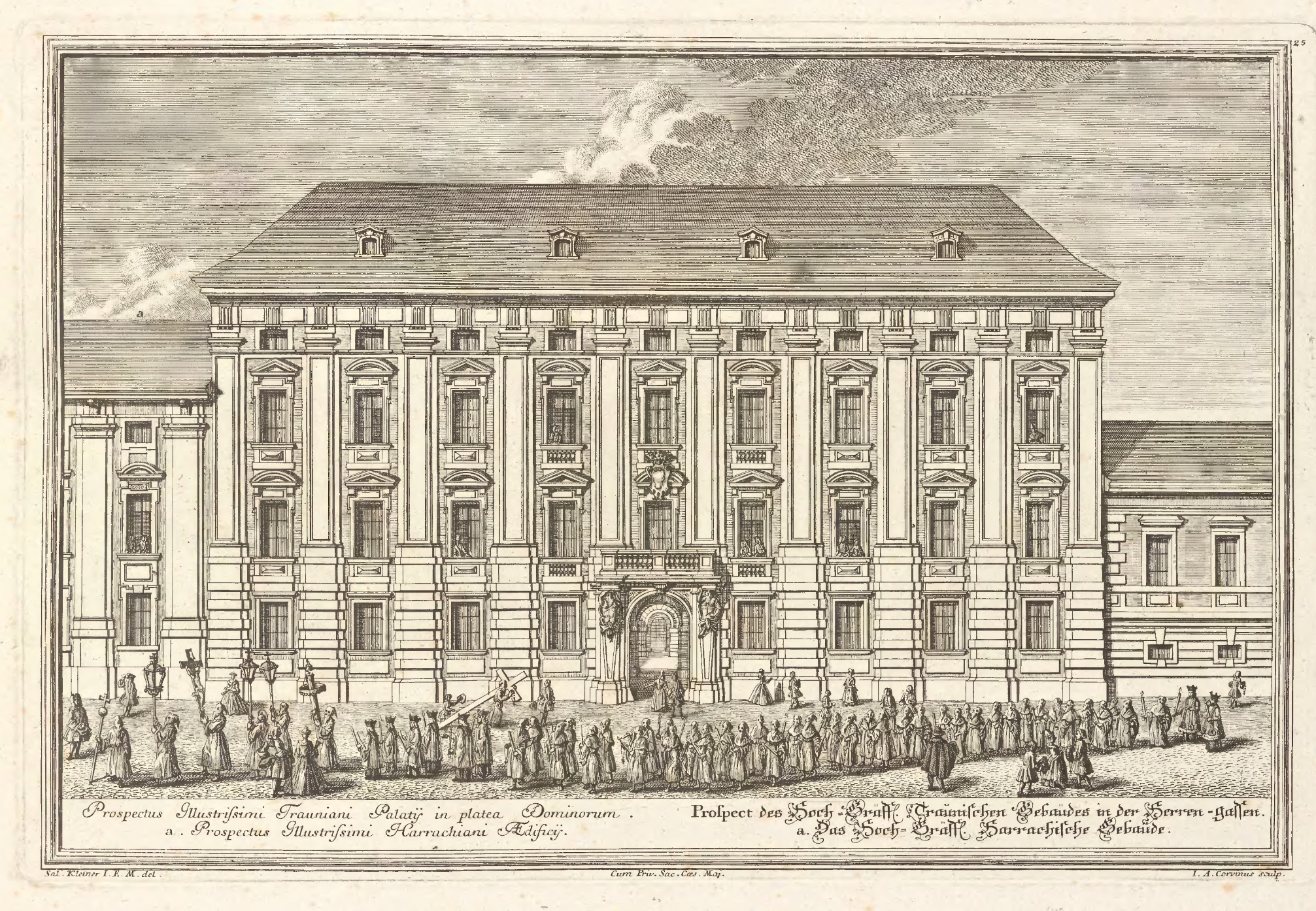
قصر إبنبيرج-ترون، هيرينجاسيه، فيينا (1401-1855)
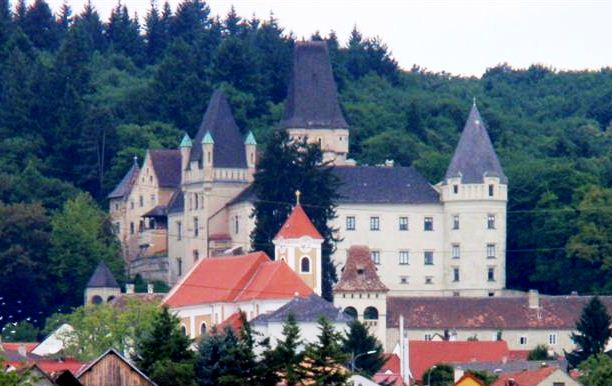
قلعةماساو(مملوكة منذ 1526)
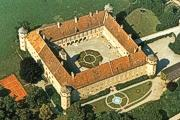
قلعةبترونيل(1656-2006)
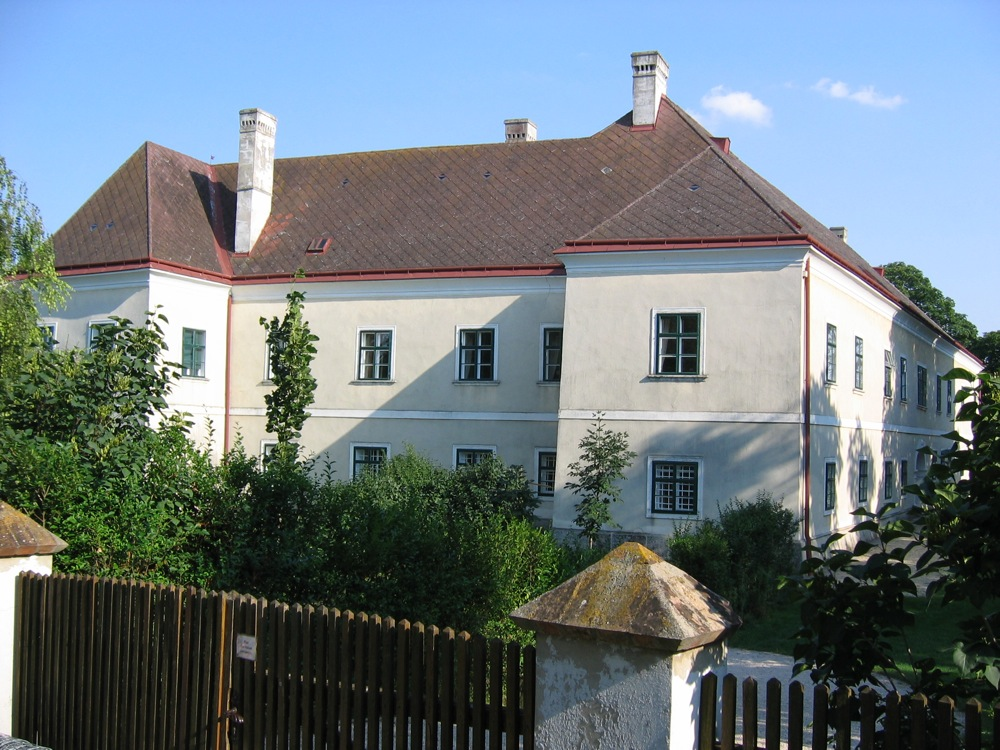
قلعةجروس شيفاينبارث(مملوكة منذ عام 1661)
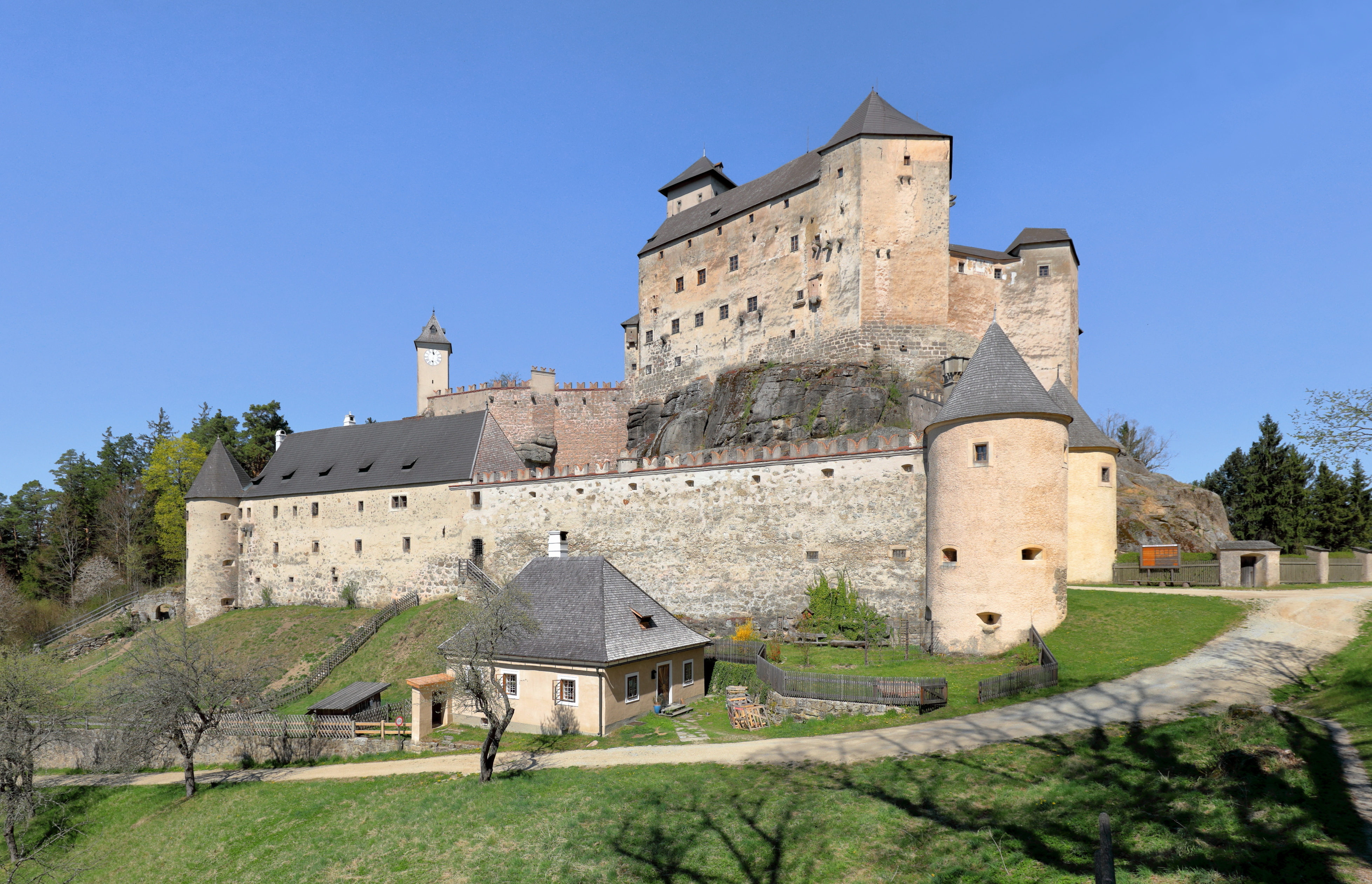
بور رابوتنشتاين(مملوك منذ عام 1664)
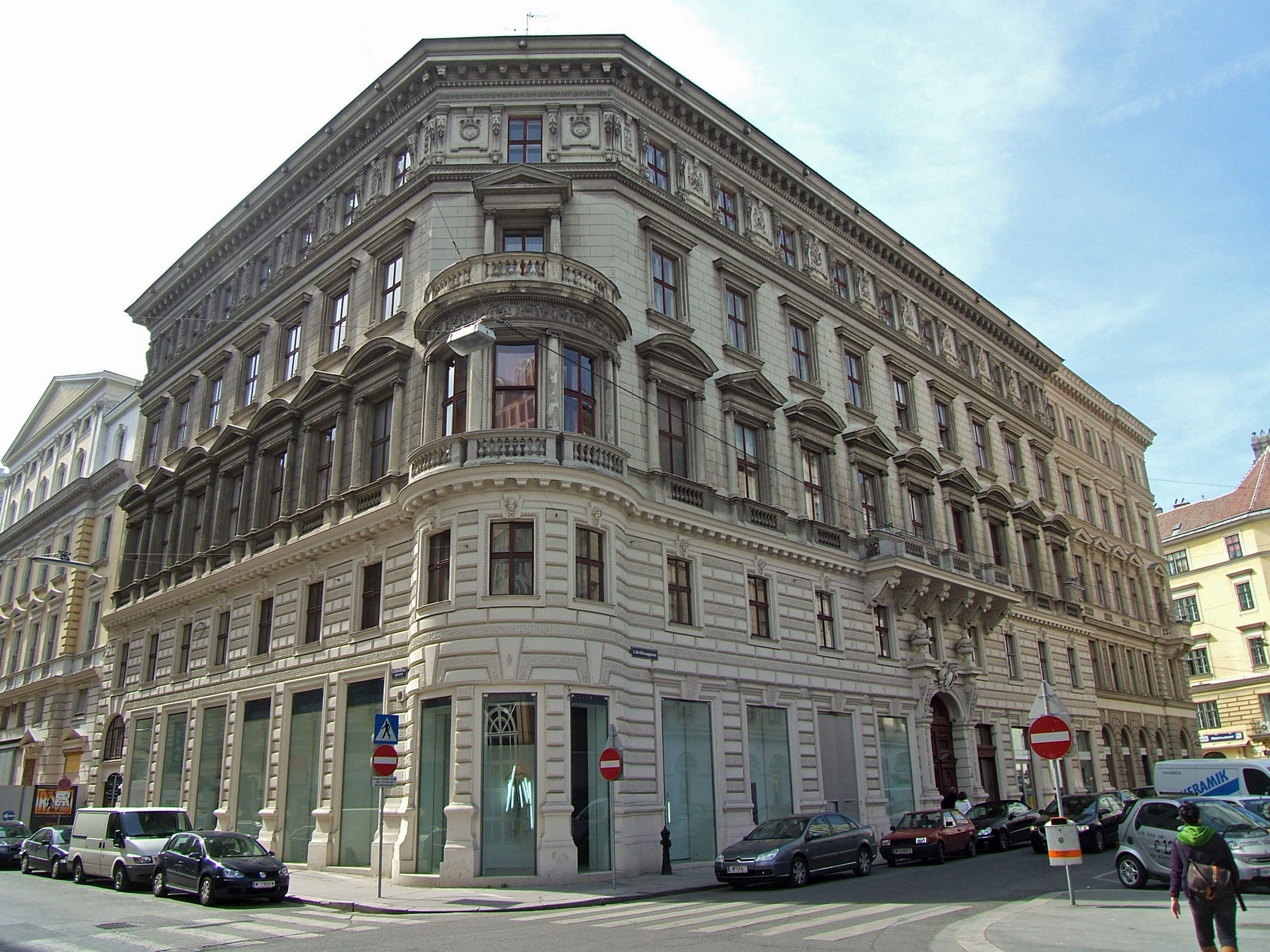
قصر ابنسبيرج-تراون، ويهبورجاس، فيينا (مملوك منذ عام 1872)

1. ↑  C. v. Wurzbach, "Biographisches Lexikon des Kaiserthum Österreich"
2. ↑  Hormayer, "Österreichischer Plutarch"